# Caprarica del Capo
Caprarica del Capo is een plaats (frazione) in de Italiaanse gemeente Tricase.

## Galerij

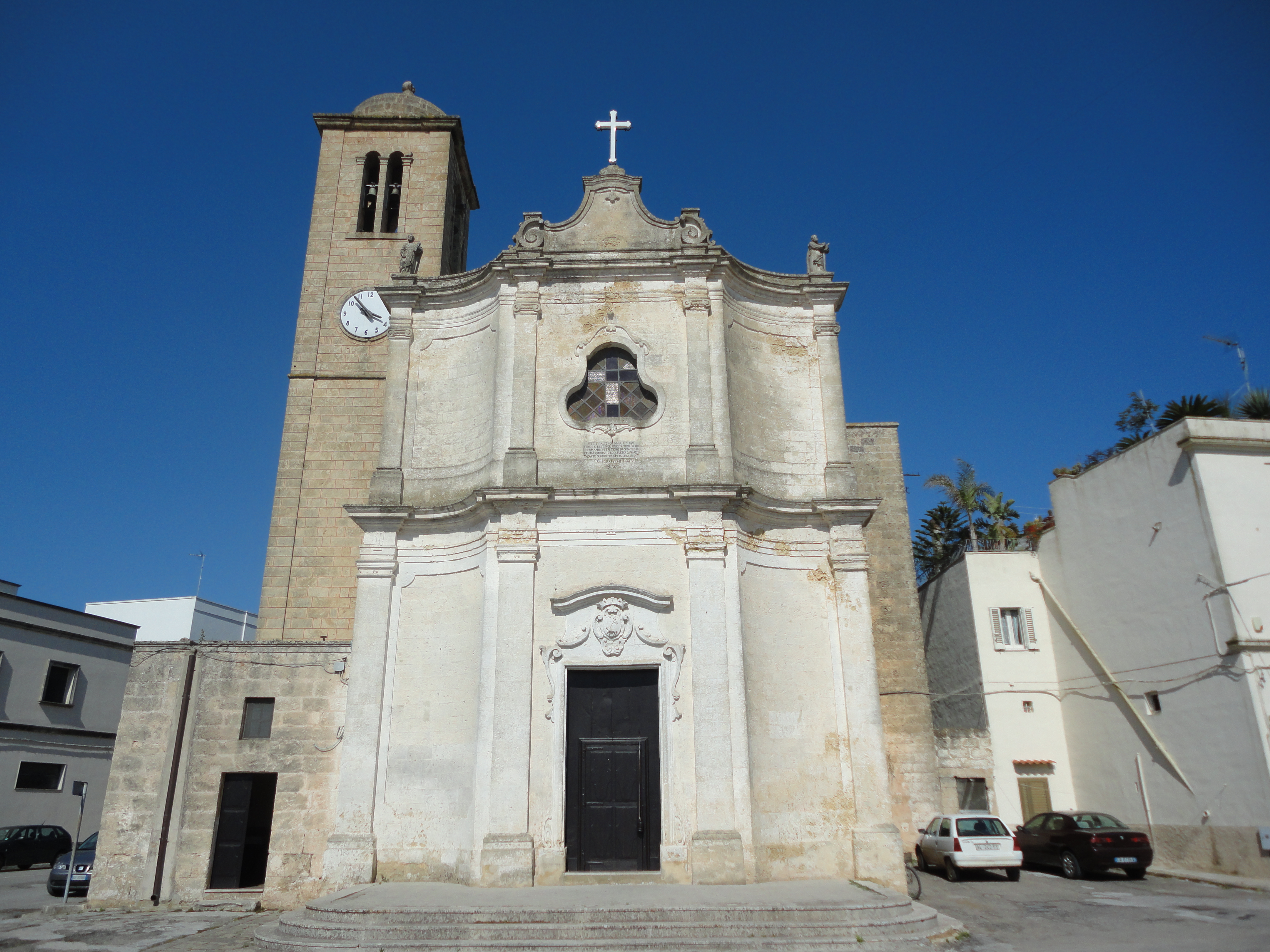
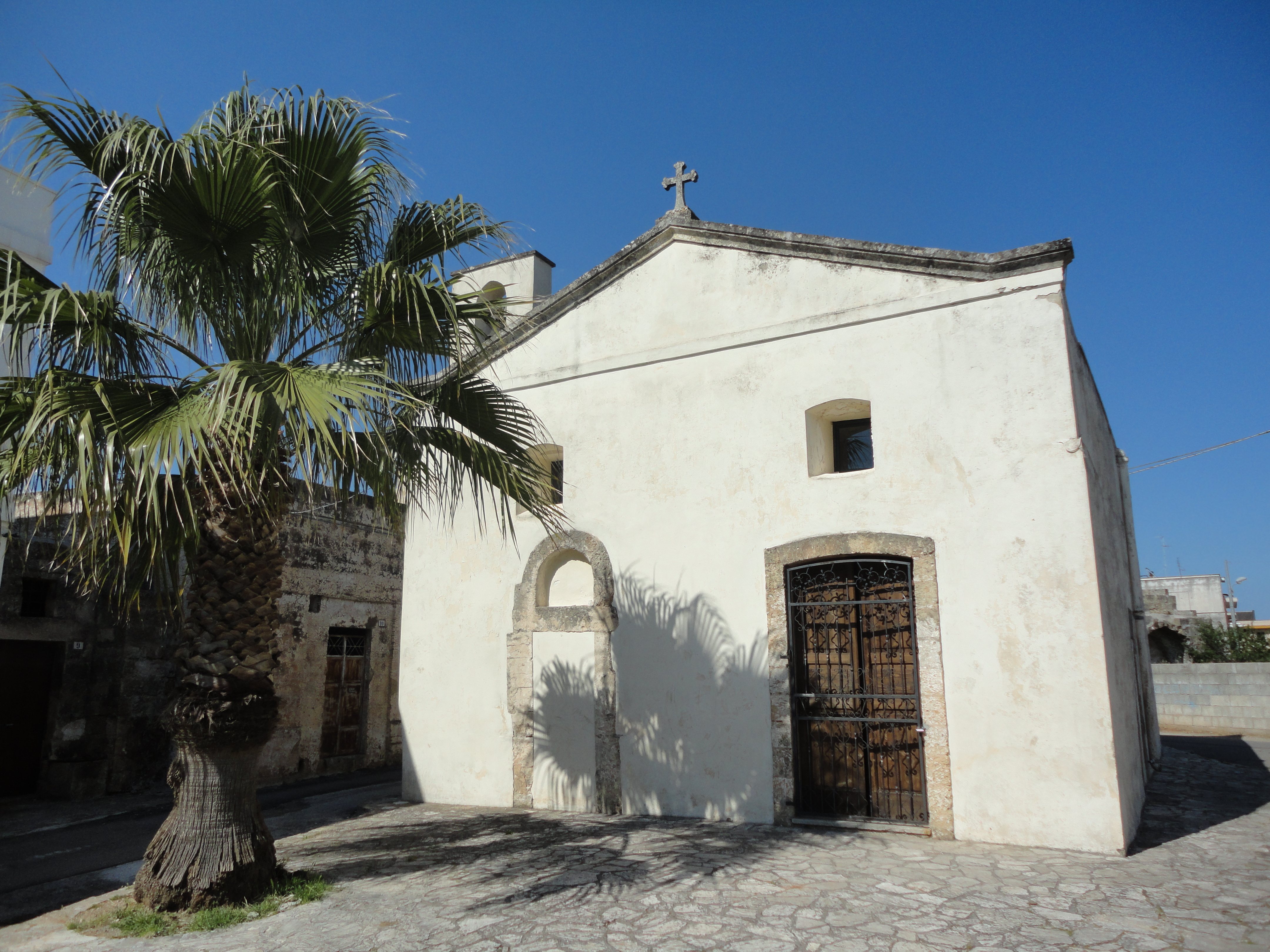
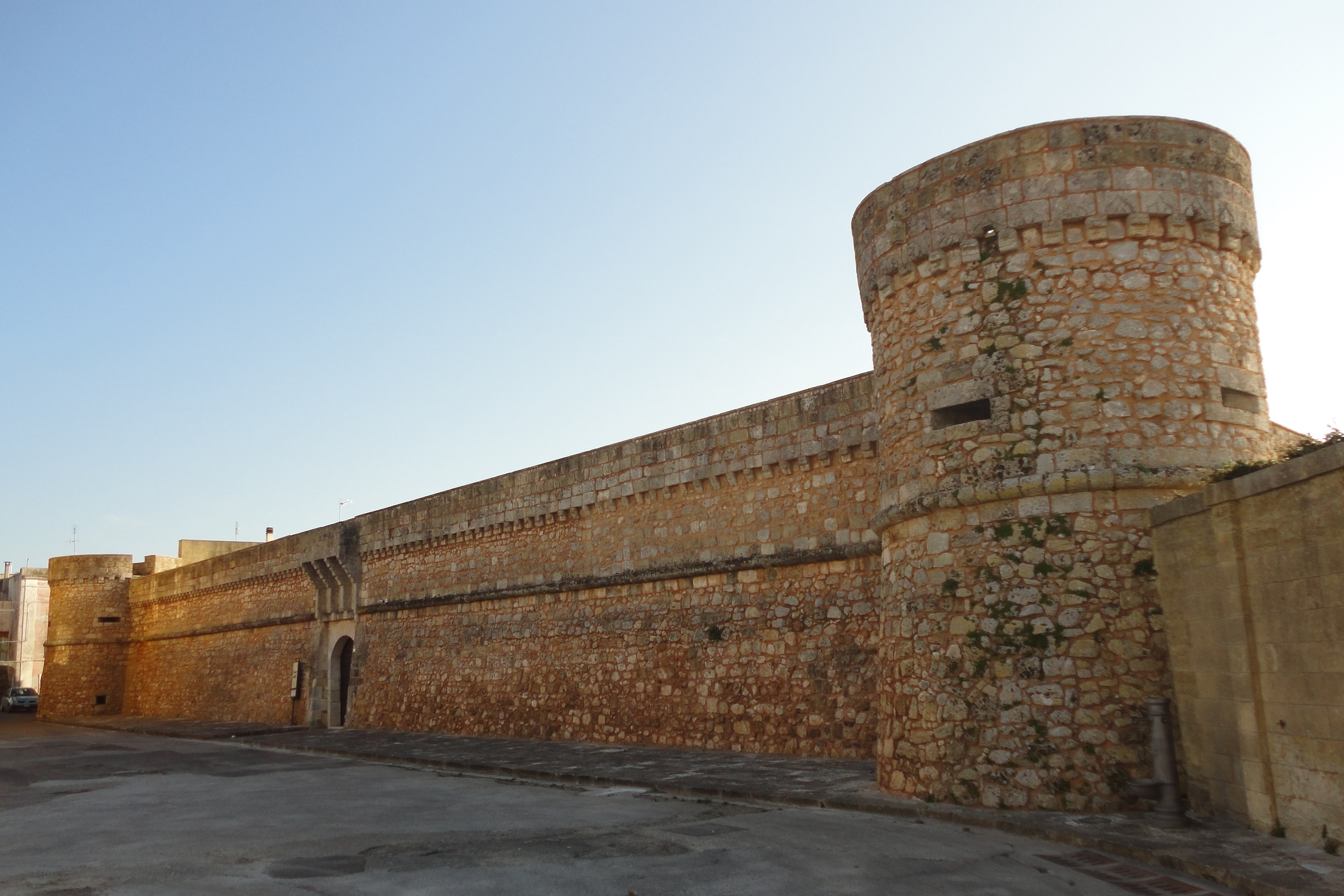